# François Roguet
François Roguet (Tolosa, 12 novembre 1770 – Parigi, 4 dicembre 1846) è stato un generale francese, Conte dell'Impero e général de division della Garde impériale durante le guerre napoleoniche.

## Biografia
François Roguet nacque a Tolosa il 12 novembre 1770.
Nel 1789 Roguet si arruolò nell'esercito reale francese. Il suo reggimento fu assegnato all'Armée d'Italie nel 1792 e combatté nelle campagne italiane delle guerre rivoluzionarie francesi. Nel 1797 fu al comando di un battaglione nella vittoriosa battaglia di Rivoli. Successivamente, due anni dopo, fu gravemente ferito nella battaglia di Verona.
Nel settembre 1800, la 33ª semibrigata fanteria di linea fu ispezionata a Parigi da Napoleone Bonaparte. Dell'unità rimanevano solo 37 ufficiali e 295 soldati, molti uomini erano scalzi e indossavano uniformi cenciose, perché la loro razione di vestiti non era stata consegnata. Napoleone circolò tra i soldati, riconoscendo i veterani e ricordando vecchie vittorie. Concluse la revisione promuovendo Roguet come nuovo comandante e incaricandolo di ricostruire l'unità al suo antico splendore. Le file furono presto riempite di renitenti alla leva arrestati, reclute respinte dalla cavalleria e dall'artiglieria costiera, disertori rilasciati dal carcere e coscritti del dipartimento dell'Eure.
Promosso generale di brigata nel 1803, Roguet combatté a Elchingen e Scharnitz nel 1805. Comandò la sua brigata a Jena e Magdeburgo nel 1806 e a Eylau e Guttstadt nel 1807. Successivamente comandò una brigata della Giovane Guardia ad Aspern-Essling e Wagram.
Nel 1808 e dal 1810 al 1811 Roguet fu in Spagna, ricevendo al suo ritorno la promozione a generale di divisione. Nel 1812 diresse la Giovane Guardia nella battaglia di Krasnoi. Successivamente l'anno dopo guidò la divisione della Vecchia Guardia a Lützen e Bautzen e una divisione della Giovane Guardia a Dresda e Lipsia. Nel 1814 venne posto al comando di una divisione della Giovane Guardia a Hoogstraten e Courtrai. Nel 1815 guidò le truppe della Guardia Imperiale a Ligny e durante la disastrosa battaglia di Waterloo. Dopo un breve periodo di pensionamento, tornò nell'esercito francese alla guida di una divisione che intervenne durante la rivoluzione belga. 
François Roguet morì all'età di 76 anni a Parigi il 4 dicembre 1846.
Il suo cognome è uno dei nomi iscritti sotto l'Arco di Trionfo, nella colonna 26.